# Шуранов, Николай Платонович
Никола́й Плато́нович Шура́нов (21 июля 1924, Рязанская область — 21 августа 1971) — командир 45-мм орудия 830-го стрелкового полка, 238-й стрелковой дивизии 49-й армии 2-го Белорусского фронта, сержант — на момент представления к награждению орденом Славы 1-й степени.

## Биография
Родился 21 июля 1924 года в селе Наумово Рязанского района Рязанской области. В 1940 году окончил 8 классов Вышегородской школы. В 1941—1942 годах работал в колхозе.
В августе 1942 года был призван Красную Армию и направлен в Рязанское пехотное училище. Учёбу не закончил, курсанты с маршевыми батальонами были направлены на фронт. С февраля 1943 года участвовал в боях с захватчиками сначала орудийным номером, затем командиром 45-мм орудия. Воевал на Брянском, Калининском, 2-м Белорусском фронтах.
28 июня 1944 года в бою за город Могилёв младший сержант Шуранов в составе расчета успешно отражал контратаки противника, нанеся ему значительный ущерб.
Приказом 238-й стрелковой дивизии № 194/н от 17 августа 1944 года младший сержант Шуранов Николай Платонович награждён орденом Славы 3-й степени.
12-13 сентября 1944 года в боях на подступах к городу Ломжа младший сержант Шуранов, командуя расчетом, подавил несколько огневых точек противника и вывел из строя около 10 противников.
Приказом 49-й армии № 139/н от 26 октября 1944 года младший сержант Шуранов Николай Платонович награждён орденом Славы 2-й степени.
27 января 1945 года в бою в районе дер. Альт-Кайкут сержант Шуранов, умело ведя огонь, расстрелял до взвода пехоты противника.
Приказом 49-й армии № 20/н от 9 марта 1945 года сержант Шуранов Николай Платонович награждён вторым орденом Славы 2-й степени.
29 марта 1945 года сержант Шуранов с расчетом в числе первых преодолел рукав Мёртвая Висла на подступах к городу Данциг, подавил орудие противника, мешавшее продвижению пехоты.
Указом Президиума Верховного Совета СССР от 15 мая 1946 года за образцовое выполнение заданий командования в боях с захватчиками сержант Шуранов Николай Платонович награждён орденом Славы 1-й степени. Стал полным кавалером ордена Славы.
После победы продолжал службу в составе советских войск в Германии. Член ВКП(б) с 1946 года. В апреле 1948 году был демобилизован.
Вернулся на родину. Работал в колхозе «Серп и молот», был назначен на должность налогового агента. С 1949 по 1952 годы служил инспектором рязанской районной конторы «Главмолоко», с 1952 по 1956 годы — налоговым агентом и инспектором Рязанского райфинотдела. С 1956 по 1962 годы работал инспектором центральной сберкассы Рязанского района. В 1962 года стал ревизором областного управления Гострудсберкасс и Госкредита Рязанской обл., где работал до последних дней.
В ноябре 1967 году на собрании колхозников ветерану была торжественно вручена фронтовая награда — орден Славы 1-й степени.
Скончался 17 августа 1971 года. Похоронен на кладбище села Болошнево Рязанского района.
Награждён орденами Красной Звезды, четырьмя орденами Славы, медалями, в том числе «За отвагу».
В 2010 году в селе Наумово Рязанского района на здании местной школы установлена мемориальная доска.